# الفولیه
ال فولایاه یک منطقهٔ مسکونی در امارات متحده عربی است که در رأس‌الخیمه واقع شده‌است.

## خصوصیات
ال فولایاه ۱۵ متر بالاتر از سطح دریا واقع شده‌است.